# 史美
史美，CMG（英語：Norman Lockhart Smith，1887年5月29日—1968年1月27日），英國殖民地官員，在1936年至1941年擔任香港輔政司，多次在香港總督卸任後擔任香港總督（署理）直至新總督抵港。
史美於1910年以官學生身份來港，先後於華民政務司署、輔政司署、郵政司署、裁判司署、以及潔淨局工作。
他於1933年至1934年擔任教育司一職，同時擔任教育委員會主席；1934年轉任華民政務司。輔政司任內，史美對香港內政作出決策，包括處理洗街問題以及加租迫遷租客事件；又代表香港接見孔祥熙、吳鐵城等國民政府政要；此外，隨著日本對香港漸見威脅，史美為香港整頓防務，多次號召市民募捐款項予英國政府供軍用，又協助調整軍用品出口政策，並多次擔任港府代表，在日機轟炸羅湖事件和限制軍用品出口事宜當中與日方斡旋。此外，史美亦負責制定疏散計劃，縱使遇上阻力，疏散行動仍然得以進行。
史美於1941年香港保衛戰前夕退休歸國，但於1943年被委任為香港規劃小組組長，負責為英國重新接管香港作籌備工作。1962年，史美和羅旭龢共同翻譯中國古代詩詞並集結成書。

## 早年生涯
史美於1887年5月29日出生於英國對衡郡，父親是國會議員曉治·哥福·史美（Hugh Crawford Smith），而母親是漢娜·羅斯頓·洛克（Hannah Ralston Lockhart）。史美早年就讀於薛堡書院，後負笈牛津大學皇后學院，以文學士資格畢業。

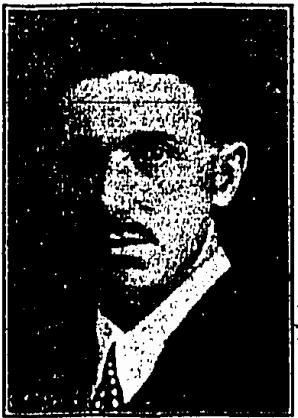
史美肖像

## 初期殖民地生涯
史美在1910年獲香港政府聘任為官學生（現政務官）。經過兩年的廣州話訓練後，他於1912年成功通過最後一份廣州話考試。1913年，史美獲調派至華民政務司署擔任副助理華民政務司一職。同年，他先是被調任為助理輔政司，兼任定例、議政兩局秘書，再調回華民政務司署擔任首席助理華民政務司。1914年，他擔任第三助理華民政務司，之後擔任助理郵政司。翌年，他再度擔任助理郵政司一職，以暫代休假的胡樂甫。
1916年正值第一次世界大戰，史美因通曉華語以及熟知華人特性，故應募加入中國勞工旅擔任中尉。從軍隊退伍後，史美旋於1917年被擢升為三級文官。1919年，史美獲委任為高等法院司法常務官，並一度署理副警察裁判司以及助理監獄長。同年從司法部門調任，再次任助理郵政司一職。1920年，史美再度署理副警察裁判司一職，後來更正式成為副警察裁判司。
1921年，史美獲委任為出入口管理處監督，負責修訂煙草稅的工作，另外亦購置貨車以應付出入口工作需要。翌年，史美署任監獄長一職，進而於1923年再度署任副警察裁判司。同年，史美獲委任為新界南約理民官，同時擔任新界小額錢債裁判署裁判司，於荃灣、大埔和長洲警署拘留室工作。1924年，史美擔任潔淨局總監；同時被港府委任為一委員會成員，負責檢視國際鴉片公約下香港自身所擔當的角色。1928年，史美調任為郵政司，同年再次調回潔淨局擔任總監一職，兼任生死註冊官。1930年，史美再度擔任定例、議政兩局秘書。
1933年，史美獲委任為教育司，同時成為教育委員會成員。擔任2年教育司後，史美轉任華民政務司，同時獲港府委任為定例局議員。華民政務司任內，史美成為稠密住戶委員會一員，透過公開徵求各界意見、於報章發佈文章，徵集改進稠密住戶生活質素的建議，從而解決人口稠密區的弊病；他亦一度署理輔政司一職。期間，護督修頓突然患上盲腸炎，故史美成為署理總督，並以此身份出席滙豐銀行新大樓開幕禮。任內正值意大利入侵埃塞俄比亞，史美宣布禁止意大利和埃塞俄比亞雙方在香港徵兵。史美及後復任華民政務司，於1936年更被擢升為輔政司，兼任定例、議政兩局議員，接替出任岡比亞總督的修頓。

## 輔政司生涯
史美甫成為輔政司，便要應付民生問題。1936年，議員鐸威路指出市區部分街道衛生情況欠佳，影響遊客觀感之餘，亦須耗用大量水來清洗街道，促請政府當局重新考慮對於在夏天用正喉於晚間清洗街道一事，或以每週清洗最污穢地區兩次代替。史美回覆問題時表示大喉部分水可用作洗街，但水源不足以應付晚間洗街的用水量，政府亦不想增加員役，故改為每週在九龍和香港市區洗街一次。議案獲得通過，由工務署、水務署、輔政司署以及市政局執行。
史美於1938年宣布，柴灣墳場、雞籠灣東邊墳場、雞籠灣東華墳場、深灣墳場、新九龍墳場、咖啡園墳場、何文田墳場等部分墓地地段之骨殖，須於1938年6月前遷移，以騰出新墓地作安葬死者之用。此外，上海金融出現波動情況，令社會出現輕微驚慌；有傳聞稱英國財政部顧問李滋羅斯爵士將來港，史美隨即澄清絕無此事，又表示上海金融問題和香港絕無關係，香港經濟仍然穩固。翌年又有傳聞稱英國金融專家楊格將會於1940年1月來港擔任新一任財政司。史美對此澄清楊格的確會來港，不過他來港目的只是巡視香港金融狀況，並無他意。
同年，社會陸續出現業主加租迫遷租客事件，社會各界和政府亦開始關注此現象。羅旭龢和九龍居民協會均認為政府應及早制裁，羅旭龢甚至認為應組織一個維護居民權益的互助組織以向港府施壓，令港府施行有效之制裁法令。立法局、議政局均有討論此次事件。某位不願透露身份的富紳接受天光報訪問時表示，每月租金均定定在租約內，業主不能隨意加租，業主加租迫遷租客的行為只是為了中飽私囊。3月9日，史美接受記者訪問時表示政府已對此作出研究，並正與高官和華人領袖商討。由於準備工作過於倉促，因此此議題會否於定例局討論仍是未知之數，但若港督欲宣布對於此事對策，則應提出討論。港府委任史美、施戈斐侶和文烈（Robert John Minnitt）為調查委員會委員，負責研究加租迫遷事件前因後果，並為此提出解決方案。九龍居民協會亦收集住客情況，交至委員會以協助調查。6月1日，港府始推行《1938年制止加租逼遷條例》，作為緊急措施，條例有效期為1年。翌年，制止加租逼遷條例有效期延長至1940年。後來，史美接受非官守議員羅文錦的質問時，承認該法案中若干條款，特別是撤銷1938年限制逼遷條例內若干經已按揭的屋宇住客之保障，實與該法例所給予之保障相反，按揭人受該法例壓迫，但他認為不能為少數人知特別利益而修改該法例。並非撤銷整個法案，應其中尚有若干條款是必要的，但因加以考慮，戰事又逼近，故暫擱置實行條款。
作為輔政司，史美不僅要負責內政事務，亦要負責外務工作。1937年，孔祥熙到英國參加英皇加冕大典，途中經過香港，史美和何東等人擔當迎賓的工作。同年，廣東省政府主席吳鐵城到港拜會代督史美。除此之外，史美亦曾到澳門拜訪澳督以及到星加玻出席當地軍港開幕禮。

### 作戰準備
輔政司任內，日本對香港的威脅不斷加深。1939年，日本軍機侵入香港領土，以機槍掃射平民，造成30多人死傷:272。事後，英國大使館對此向日本提出抗議。日總領事表示是誤炸，願意賠償和道歉。英方派出史美作代表，與日方進行談判，決定日方賠償性質和賠償金額。此外，史美亦積極收集證據，調查財物損失，作為談判的籌碼。調查期間，社會上出現日方協助港府調查傳聞。史美表示，日方並無涉及調查其中，又表示談判將於稍後舉行。3月，日本侵華南參謀長田中來港與香港政府談判，史美則擔任港方代表，雙方談判近一小時。日方願意賠償二萬元，但史美當時未有立即接受日方開出的條件。翌日，英日談判再度於輔政司署舉行。史美會後向記者表示，對於傷者情況和死難者家屬撫恤情況的調查尚未完成，故此無法確定索償金額。英方最後接納日方開出的條件，事情以日方賠償港府二萬元告終。3月7日，史美收到日方賠款共兩萬港元，但傷者和死難者家屬的賠償金額要待調查完結後才能確定。
1940年，日本提出禁止一切物料從香港經水路或陸路運入中國、制止中西報紙及雜誌反日宣傳以及封閉所有在香港中國政治機關三個條件，但史美否認所有條件。同年6月，日本政府要求英國政府關閉滇緬公路和香港邊界:270。7月，英日簽訂有效期為3個月的《英日關於封閉滇緬公路協定》，停止向中國輸送軍需品，令國民政府的外援補給線遭切斷。10月，日本駐港領事向香港政府對於撤銷軍用品出口限制一事表示抗議。他認為，英日政府關於香港禁運某種物品入中國內地之協定， 實與滇緬公路事件無關，香港協定實為獨立的。史美亦對此作出口頭聲明，表示香港運送軍火至中國問題，將恢復滇緬公路協定前狀態。但是，英國考慮日本的反對後，決定不撤銷運送施限制的軍火及其他出品物至中國的禁令，以待外交談判結果如何而定解禁。
1940年6月，英國政府為香港制訂疏散方案:64。可是，疏散方案受到立法會非官守議員強烈反對。非官守議員質問港府疏散命令是英國政府還是當局所發出，又質疑港府為何只疏散歐洲血統的英籍婦孺，而不將非純粹歐洲血統的英籍婦孺納入計劃中，批評港府此舉有種族歧視之意。普樂更認為強逼在港婦女撤離而沒有顧慮她們的意願是十分不公平:81。對於身處菲律賓的單身婦女，與其讓她們到澳洲，不如准許她們回港:81。議員又質問政府對於疏散究竟有否定案，並促請政府作詳細的聲明。史美代表政府回應時表示，疏散最後決定權在倫敦政府手上。殖民地部大臣對此事十分關注，史美是於6月28日下午收到疏散純歐洲血統的英籍婦孺之最後命令:80。適逢有一艘輪船於7月5日離開香港，港府以1939年自行申請疏散登記冊為根據，將一部分市民疏散。因此，政府決定將婦女強制登記延至7月6日開始，為期兩星期。史美又解釋，1939年計劃之中之所以訂定對於在亞洲沒有固定住址之人士，應予以特別待遇，是因為其他亞裔人士疏散目的地大多在印度、澳門、越南以及中國。史美表示時局有變，但係他向所有人保證，假設有進一步的疏散安排，港府會對各種族人士的請求都予以充分考慮。他亦表示，實施中的疏散令接下來的行動更加容易進行。政府已制定一個新的疏散計劃，以針對越趨嚴重的局勢。縱使受到朝野強烈反對，疏散計劃仍繼續進行:64。1941年7月，史美發表公告，指出現時香港有許多華人，但觀乎現時香港地位以及四周情況，疏散居民的工作十分困難。他又表示政府正為此規劃方案，如果局勢日益緊張，香港政府會發出通告，勸喻香港居民從速離開。對於無法離開香港的居民，他希望居民能夠盡力協助守衛香港，參與各種防衛工作。
1941年，英國宣布凍結日本在其殖民地的資產，又廢棄英日之間的商務協定。日本駐港領事會見史美商討凍結資金問題。史美於會上表示，香港政府於上星期六日午間凍結日本資金的舉動，是奉英國政府的命令。他又表示事態匆忙，未有進一步對策，需和港督商討。
史美亦關注戰時糧食問題。1941年6月1日起，糧食由政府供應，米價隨即下降，但仍然高於一般市民負擔的水平。史美解釋實行專營是因為香港政府為維持適量糧食供應。現今香港政府已制定整個計劃獲取各地糧食源源供給，確保糧食不斷輸港。他又表示定例局和議政局對此計劃相當滿意。此外，為回應本港各米商擬請求政府賦予官米批發權的要求，政府決定將官米直接銷售給零售商。

## 晚年
1941年，史美申請退休獲批。12月7日，史美離港歸國。離港當日，不少政府高官和華人領袖到皇后碼頭歡送他。12月8日，日軍入侵香港，香港保衛戰爆發，史美乘搭的船曾經受到日本軍艦攻擊，幸而脫險，而香港於25日聖誕節淪陷。退休後兩年，亦即1943年，史美獲委任為香港規劃小組組長，負責籌備戰後管治香港的事務，至1944年麥道高接任為止。戰後，史美於1962年和羅旭龢合著了一本關於中國古代詩詞的書。史美最後於1968年1月27日於西咸去世，終年80歲。遺體葬於當地的聖詹姆士教堂（St James' Church）。

## 個人生活
史美於1914年迎娶慕德·維奧萊特·班尼斯特（Maud Violet Bannister，卒於1969年），其父親威廉·班尼斯特（William Banister）為聖公會牧師，曾經拍攝許多中國風景照片。
史美熱衷於運動，曾經擔任香港高爾夫球隊隊長，代表香港出戰埠際賽。此外，他亦曾擔任香港足球總會會長。

## 榮譽
- 聖米迦勒及聖喬治同袍勳章 (CMG) (1937年)[82]

## 注腳
1. ↑  . 香港華字日報. 1936-06-10.
2. ↑  Lethbridge, Henry J. . Oxford University Press. 1978: 49.
3. ↑  . www.npg.org.uk.   [2019-07-24]. （原始内容存档于2019-07-24） （英语）.
4. ↑  . membersafter1832.historyofparliamentonline.org.   [2019-07-24]. （原始内容存档于2019-07-24）.
5. 1 2  Ure, Gavin. . Hong Kong University Press. 2012: 244.
6. 1 2  Ure, Gavin. Holdsworth, Mary; Munn, Christopher , 编. . Hong Kong University Press. 2012: 400.
7. ↑  The Hong Kong Government. . The Hong Kong Government Gazette. 1913.
8. ↑  The Hong Kong Government Gazette, Government Notification No.273, 1913-08-28
9. ↑  The Hong Kong Government Gazette, Government Notification No.93, 1914-03-19
10. ↑  The Hong Kong Government Gazette, Government Notification No.411, 1915-09-10
11. ↑  . [1914-1922]  [2019-07-24]. （原始内容存档于2019-07-24） （英语）.
12. ↑  The Hong Kong Government Gazette, Government Notification No.357, 1917-08-08.
13. ↑  The Hong Kong Government Gazette, Government Notification No.263, 1919-06-10.
14. ↑  The Hong Kong Government Gazette, Government Notification No.367, 1919-08-14.
15. ↑  The Hong Kong Government Gazette, Government Notification No.329, 1919-07-18
16. ↑  The Hong Kong Government Gazette, Government Notification No.511, 1919-10-31.
17. ↑  The Hong Kong Government Gazette, Government Notification No.596, 1919-12-29.
18. ↑  The Hong Kong Government Gazette, Government Notification No.528, 1920-10-22.
19. ↑  The Hong Kong Government Gazette, Government Notification No.10, 1921-01-10.
20. ↑  Smith, Norman Lockhart. Report of the Superintendent of Imports and Exports for the year 1921.
21. ↑  The Hong Kong Government Gazette, Government Notification No.334, 1922-07-27.
22. ↑  The Hong Kong Government Gazette, Government Notification No.506, 1923-11-21.
23. ↑  The Hong Kong Government Gazette, Government Notification No.507, 1923-11-21.
24. ↑  The Hong Kong Government Gazette, Government Notification No.117, 1924-03-07.
25. ↑  Severn, Claud., Holyoak, P.H., Chow Shouson, Kotewall, R.H., Pearce, T.W., Fletcher, M., Smith, N.L. Report of the Committee appointed By His Excellency the Governor to Consider the Colony's Position With Regard to the Obligations incurred Under the international Opium Convention 1912 International Opium Convention 1912, 1924-03-01
26. ↑  The Hong Kong Government Gazette, Government Notification No.563, 1928-10-12.
27. ↑  The Hong Kong Government Gazette, Government Notification No.210, 1929-04-25.
28. ↑  The Hong Kong Government Gazette, Government Notification No.47, 1930-01-23.
29. ↑  The Hong Kong Government Gazette, Government Notification No.58, 1933-01-25.
30. ↑  The Hong Kong Government Gazette, Government Notification No.220, 1934-03-23.
31. ↑  . 香港工商日報. 1935-08-10.
32. ↑  The Hong Kong Government Gazette, Government Notification No.636, 1935-08-26.
33. ↑  . 天光報. 1935-09-14.
34. ↑  The Hong Kong Government Gazette, Government Notification No.681, 1935-09-13.
35. ↑  . 香港工商日報. 1935-10-11.
36. ↑  The Hong Kong Government Gazette, Government Notification No.830, 1935-10-25.
37. ↑  The Hong Kong Government Gazette, Government Notification No.844, 1935-11-01.
38. ↑  The Hong Kong Government Gazette, Government Notification No.936, 1936-11-26.
39. ↑  Hong Kong Legislative Council, 2 December 1936.
40. ↑  . 香港工商日報. 1936-12-03.
41. ↑  . 天光報. 1936-12-05.
42. ↑  . 香港工商日報. 1938-02-27.
43. ↑  . 香港工商日報. 1938-04-01.
44. ↑  . 天光報. 1939-12-11.
45. 1 2  . 香港華字日報. 1938-03-06.
46. ↑  . 天光報. 1938-03-07.
47. ↑  . 天光報. 1938-03-09.
48. ↑  . 工商晚報. 1938-03-10.
49. ↑  . 大公報. 1939-11-10.
50. ↑  . 天光報. 1937-04-04.
51. ↑  . 天光報. 1937-07-31.
52. ↑  . Hong Kong Daily Press. 1937-10-18.
53. ↑  . 天光報. 1938-02-09.
54. 1 2  張連興. . 三聯書店(香港)有限公司. 2012.
55. ↑  . 香港華字日報. 1939-02-23.
56. 1 2  . 香港華字日報. 1939-02-27.
57. ↑  . 香港華字日報. 1939-03-01.
58. 1 2  . 香港工商日報. 1939-03-03.
59. ↑  . 香港工商日報. 1939-03-04.
60. ↑  . 工商晚報. 1939-03-06.
61. ↑  . 香港工商日報. 1939-03-07.
62. ↑  . 香港華字日報. 1940-07-12.
63. ↑  李戈瑞. . 2015.
64. ↑  袁梅芳、呂牧昀. . 2015.
65. ↑  . 香港工商日報. 1940-10-19.
66. 1 2  柯保羅. . 香港童軍總會. 2010.
67. 1 2 3 4 5  . 香港華字日報. 1940-07-26.
68. 1 2  Hong Kong Legislation Council, 25th July 1940
69. 1 2 3  Banham, Tony. . Hong Kong University Press. 2017.
70. ↑  . 大公報. 1941-06-13.
71. ↑  . 香港工商日報. 1941-07-27.
72. ↑  . 香港工商日報. 1941-07-29.
73. ↑  . 大公報. 1941-05-19.
74. ↑  . South China Morning Post. 1941-12-07.
75. ↑  謝永光. . 明報出版社有限公司. 1996: 159.
76. ↑  Kotewall, Robert Hormus; Smith, Norman Lockhart. Davis, Albert Richard , 编. . 1962: vii.
77. ↑  UK, Registers of Births, Marriages and Deaths From British Consulates, 1810-1968
78. ↑  Carl Smith Collection, Card No.142831
79. ↑  . www.bastillepost.com.   [2019-07-31].
80. ↑  . South China Morning Post. 1926-09-13.
81. ↑  . 大公報. 1941-07-10.
82. ↑  . London Gazette. 11 May 1937.

| 前任： 活雅倫           | 華民政務司 1934-1936年  | 繼任： 那魯麟           |
| 前任： 那魯麟（署理）   | 香港輔政司 1936-1941年  | 繼任： 詹遜爵士         |
| 前任： 修頓爵士（署理） | 香港總督（署理） 1935年 | 繼任： 修頓爵士（署理） |
| 前任： 郝德傑爵士       | 香港總督（署理） 1937年 | 繼任： 羅富國爵士       |
| 前任： 羅富國爵士       | 香港總督（署理） 1941年 | 繼任： 楊慕琦爵士       |